# Las Rozas Black Demons 2013
Questa voce raccoglie le informazioni riguardanti i Las Rozas Black Demons nelle competizioni ufficiali della stagione 2013.

## LNFA Elite 2013

### Stagione regolare
| 26 gennaio 2013 1ª giornata | L'Hospitalet Pioners | 32 – 6 (12-6 7-0 13-0 0-0) | Las Rozas Black Demons |  |

| 3 febbraio 2013 2ª giornata | Valencia Giants | 23 – 6 | Las Rozas Black Demons |  |

| 16 febbraio 2013 3ª giornata | Las Rozas Black Demons | 13 – 41 | Valencia Firebats |  |

| 23 febbraio 2013 4ª giornata | Las Rozas Black Demons | 6 – 14 | Badalona Dracs |  |

| 2 marzo 2013 5ª giornata | Osos de Rivas | 13 – 14 | Las Rozas Black Demons |  |

| 16 marzo 2013 6ª giornata | Las Rozas Black Demons | 7 – 33 (7-14 0-6 0-6 0-7) | L'Hospitalet Pioners |  |

| 23 marzo 2013 7ª giornata | Valencia Firebats | 48 – 21 | Las Rozas Black Demons |  |

| 6 aprile 2013 8ª giornata | Las Rozas Black Demons | 16 – 32 | Valencia Giants |  |

| 20 aprile 2013 10ª giornata | Badalona Dracs | 47 – 7 | Las Rozas Black Demons |  |

| 5 maggio 2013 11ª giornata | Las Rozas Black Demons | 20 – 31 | Osos de Rivas |  |

## LMFA 2013

### Stagione regolare
| 9 giugno 2013, ore 11:00 1ª giornata | Las Rozas Black Demons | 22 – 6 | Alcorcón Smilodons |  |

| 15 giugno 2013, ore 17:00 2ª giornata | Camioneros de Coslada | 34 – 20 | Las Rozas Black Demons |  |

## XIX Copa de España

### Fase a eliminazione diretta
| Santurtzi 6 novembre 2013 Primo turno wild card | Coyotes de Santurtzi | 6 – 12 | Las Rozas Black Demons |  |

| Las Rozas de Madrid 17 novembre 2013 Secondo turno wild card | Las Rozas Black Demons | 21 – 17 | Valencia Giants | El Cantizal |

| Las Rozas de Madrid 24 novembre 2013 Semifinale | Las Rozas Black Demons | 13 – 31 | Badalona Dracs | El Cantizal |

## Statistiche di squadra
| Competizione           | %Vittorie | In casa | In casa | In casa | In casa | In casa | In casa | In trasferta | In trasferta | In trasferta | In trasferta | In trasferta | In trasferta | Totale | Totale | Totale | Totale | Totale | Totale |
| Competizione           | %Vittorie | G       | V       | N       | P       | Pf      | Ps      | G            | V            | N            | P            | Pf           | Ps           | G      | V      | N      | P      | Pf     | Ps     |
| ---------------------- | --------- | ------- | ------- | ------- | ------- | ------- | ------- | ------------ | ------------ | ------------ | ------------ | ------------ | ------------ | ------ | ------ | ------ | ------ | ------ | ------ |
| LNFA Stagione regolare | .100      | 5       | 0       | 0       | 5       | 62      | 151     | 5            | 1            | 0            | 4            | 54           | 163          | 10     | 1      | 0      | 9      | 116    | 314    |
| Copa de España         | .667      | 2       | 1       | 0       | 1       | 34      | 48      | 1            | 1            | 0            | 0            | 12           | 6            | 3      | 2      | 0      | 1      | 46     | 54     |
| LMFA Stagione regolare | .500      | 1       | 1       | 0       | 0       | 22      | 6       | 1            | 0            | 0            | 1            | 20           | 34           | 2      | 1      | 0      | 1      | 42     | 40     |
| Totale                 | .267      | 8       | 2       | 0       | 6       | 118     | 205     | 7            | 2            | 0            | 5            | 86           | 203          | 15     | 4      | 0      | 11     | 204    | 408    |